# Haematoxylum dinteri
Haematoxylum dinteri là một loài thực vật có hoa trong họ Đậu. Loài này được (Harms) Harms miêu tả khoa học đầu tiên.